# Le Réveil de la Force après la sieste
Pour les articles homonymes, voir Le Réveil de la Force.
Pour plus de détails, voir Fiche technique et Distribution.
Le Réveil de la Force après la sieste (The Force Awakens from Its Nap en version originale) est un court métrage d'animation en 3D américain mettant en vedette Maggie Simpson de la série télévisée d'animation Les Simpson.
Annoncé le 3 mai 2021 sur les réseaux sociaux, il est diffusé à partir du 4 mai 2021 sur la plateforme de streaming Disney+ à l'occasion de la journée Star Wars. Ce court métrage est le troisième réalisé et consacré à Maggie Simpson après Dure journée pour Maggie et Rendez-vous avec le destin.

## Synopsis
Marge Simpson dépose Maggie dans une nouvelle garderie, « la Hutte de Jabba », dans laquelle se trouvent de nombreux bébés Jedis issus de l'univers Star Wars, notamment un bébé Chewbacca. Alors qu'un droïde enlève la tétine à Maggie, elle obtient l'aide du droïde BB-8 pour la retrouver. En mettant son ruban bleu sur son antenne, elle réussit à retrouver le droïde dans une salle remplie de robots similaires, retrouvant alors sa tétine. S'ensuit alors un combat au sabre laser entre Maggie et bébé Gérald. Malgré une explosion de l'Étoile de la Mort, Gérald utilise la Force pour ensevelir Maggie sous une bibliothèque. Mais, cette dernière s'en sort miraculeusement grâce aux règles de Star Wars car « les personnages fétiches ne meurent jamais vraiment ».